# Маткинская
Маткинская — река в России, протекает по Ханты-Мансийскому району Ханты-Мансийского автономного округа. Длина реки составляет 39 км.
Начинается среди болот между урочищем Круглый Остров и озером Длинное к северу от крупного озера Ендра. Течёт в северном направлении через берёзово-осиновый лес мимо урочища Янлот и болота Озеркового. Устье реки находится в 225 км по левому берегу протоки Ендырской в урочище Маткинский сор, напротив деревни Матка.
В низовьях имеет ширину, равную 10 метрам и глубину 1,3 метра; скорость течения воды 0,3 м/с.
Основные притоки — Средняя Маткинская (лв) и Верхняя Маткинская (пр).

## Данные водного реестра
По данным государственного водного реестра России относится к Нижнеобскому бассейновому округу, водохозяйственный участок реки — Обь от впадения Иртыша до впадения реки Северная Сосьва, речной подбассейн реки — бассейны притока Оби от Иртыша до впадения Северной Сосьвы. Речной бассейн реки — (Нижняя) Обь от впадения Иртыша.
Код объекта в государственном водном реестре — 15020100112115300018682.